# Christiane Wartenberg
Christiane Stoll-Wartenberg, nemška atletinja, * 27. oktober 1956, Prenzlau, Vzhodna Nemčija.
Nastopila je na poletnih olimpijskih igrah v letih 1976 in 1980, ko je osvojila srebrno medaljo v teku na 1500 m. V tej disciplini je trikrat postala vzhodnonemška državna prvakinja, tako na prostem, kot tudi v dvorani.